# Sala backe

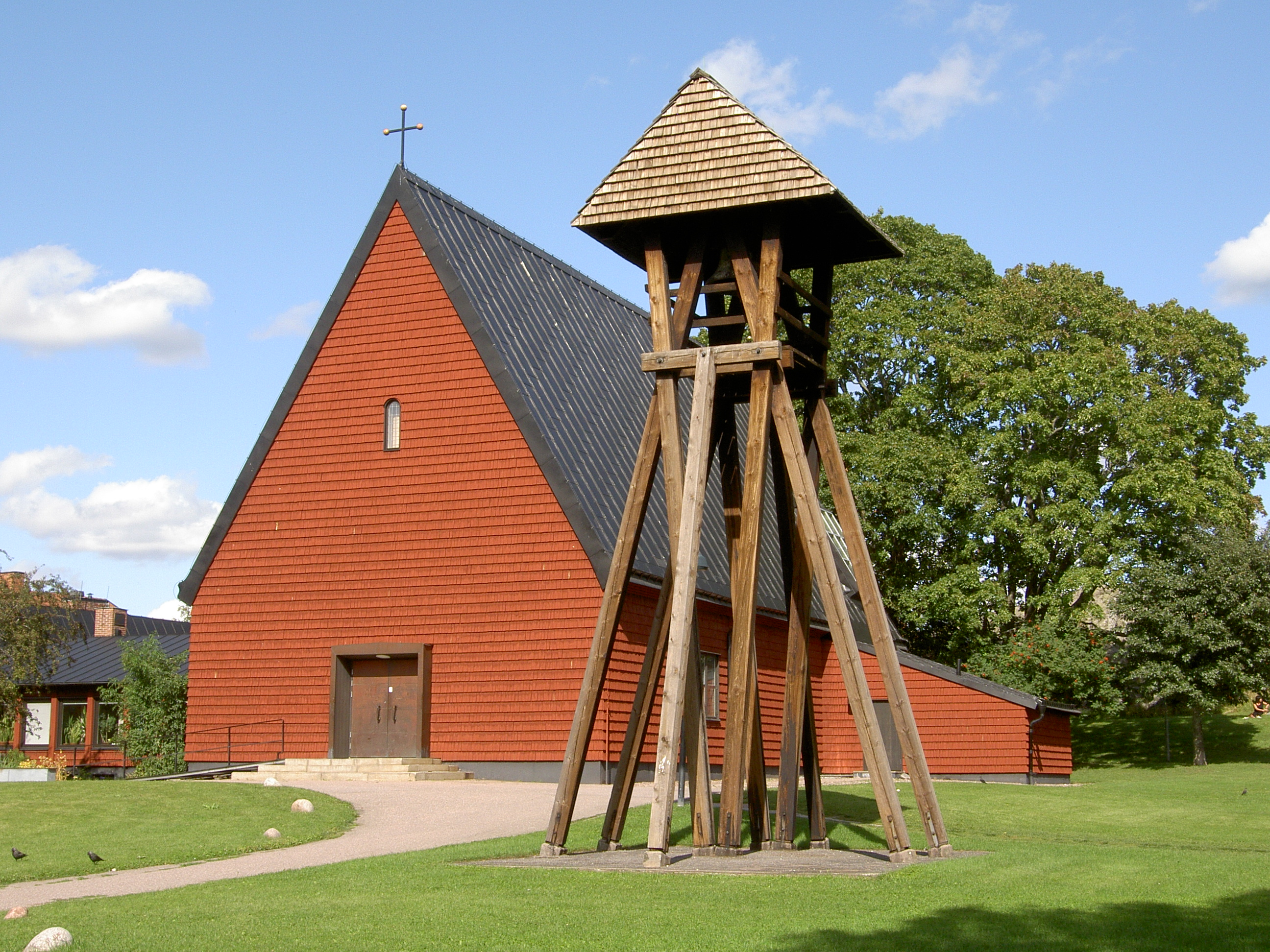
Salabackekyrkan

Sala backe (alternativ stavning Salabacke) är en stadsdel med 11 759 invånare 2021  belägen i östra Uppsala någon kilometer från Vaksala kyrkby och cirka två kilometer från Uppsala centralstation. 
Stadsdelens gränser är Tycho Hedéns väg i väster mot Fålhagen, Vaksalagatan i norr mot Gränby, Fyrislundsgatan i öster mot Årsta och Upsala-Lenna Jernväg i söder mot Fyrislund. Södra delen av Sala backe, avvikande med sitt bestånd av radhus och villor, kallas även Johannesbäck, men detta område räknas inte som en officiell stadsdel.

## Historia
Namnet antas syfta på det kuperade läget för en sedan länge försvunnen by, Sala. 
Sala by omtalas första gången 1221 i ett skyddsbrev för Vårfrukyrkan i Uppsala. På 1300-talet bestod byn av minst fyra gårdar, men gårdarna omvandlades kort därpå till torp och jorden knöts huvudsakligen till Uppsala domkyrka. Bytomten har legat i området kring nuvarande Källparken, där Sala källa nu rinner fram.
Området var tidigare främst jordbruksmark som började exploateras för bebyggelse med början några år efter andra världskriget. 

## Bebyggelse
Bebyggelsen, ganska tät och delvis sluten, har oftast uppförts i tre till fem våningars höjd och innehåller främst bostäder upplåtna till relativt hög andel som hyresrätter men också en väsentlig del som bostadsrätter. De äldsta områdena nära Skomakarberget har hus ritade av Gunnar Leche. Dessa byggdes i trakten av de övergivna gårdstunen till den gamla byn Sala och något tidigare än huvuddelen av övrig bebyggelse i området som är från mitten av 1950-talet. Vid Ritargatan uppfördes på 1960- och 70-talen ett fåtal hus i hela 9 våningars höjd jämte några loftgångshus i 4 våningar. En måttlig förnyelse av bebyggelsen har skett på några håll under senare år, till exempel längs Byggmästargatan, Salabacksgatan och Hjalmar Brantingsgatan. Ett nytt kvarter med hyresbostäder har tillkommit vid Gröna gatan. En långsträckt gräsyta i nordöst som tidigare varit strövområde och reservat för en tidigare stolpburen elkraftledning kom på 2010-talet att användas för omfattande nybebyggelse. Gatunätet i Sala backe kommer enligt preliminär plan att utvidgas fram till Fyrislundsgatan som samtidigt beräknas ändra karaktär från trafikled till stadsgata med tyngdpunkt nära Årsta centrum. Gatan kan förväntas behålla sin trafikvolym då den förbinder Uppsalas två viktigaste handelsområden utanför centrum; Boländerna och Gränby.

## Service, skolor
Ursprungligen fanns i stadsdelen ett drygt dussintal utspridda närbutiker och ett koncentrerat centrum vid Brantingstorg vid slutet av Hjalmar Brantingsgatan. Torget är uppkallat efter Sveriges tidigare statsminister Hjalmar Branting. Det har behållit delar av sitt ursprungliga serviceutbud, till exempel bibliotek och konditori. I torgets nordöstra hörn finns fontänen Våta stenen som skapades år 1960 av Per-Erik Willö.
Alternativ till tjänsteutbudet vid Brantingstorg har senare tillkommit genom närbelägna Årsta Centrum, Gränbystaden, det lilla affärsområdet vid Björkgatan och, något längre bort, Boländernas och centrala Uppsalas affärsutbud.
Sala backe är ännu en stadsdel med stora grönytor även om nyare bebyggelse har inkräktat på parkmark, för övrigt även på gatumark. Inom en större fri gräsyta nära Brantingstorg, Källparken, finns en amfiteater och en källa. Därifrån medges fri sikt mot Vaksala kyrka från tidig medeltid. Salabackekyrkan ligger invid en brant av Skomakarberget. Den är uppförd i trä på 1950-talet och har en känd altarmålning av Bror Hjorth. Kyrkan har skadats av brand 1993 men återuppbyggts.
Området har två större skolor, Brantingsskolan (1950-tal) och Johannesbäcksskolan (1960-tal). Den senare var under en tid på 1980-talet gymnasieskola (Lundellska skolan) innan dess flytt till nuvarande plats nära Polacksbacken. En annan större kommunal gymnasieskola med idrottsprogram, Celsiusskolan, finns omedelbart väster om Sala backe, på motsatta sidan om Tycho Hedéns väg.